# Status Praesents
Status Praesents je pražská skupina, která ve své tvorbě kříží hardcore s rap-metalem. 

## Biografie
Skupina se zformovala roku 1996. První demo s názvem Demo 00 natočili na jaře 2000 ještě v čtyřčlenné sestavě. První studiové album Way to the Lord vzniklo v říjnu 2000 ve studiu Hostivař. Ready to fly natočili v nové sestavě na podzim 2001 opět ve studiu Hostivař. První oficiální album 510, na kterém je jediná skladba od Status Praesents v češtině, natočili v listopadu 2002 zase v hostivařském studiu. Další nahrávka Come Alive z roku 2003 obsahuje jen 4 písně. Další řadové album Aatra vyšlo v březnu 2005 a bylo natočeno ve studiu LK audio v Konstantinových lázních. Následující, třetí řadové album Crematory Country, které obsahuje např. hymnu českého poháru ve 4X "proX", vyšlo v červenci 2007 a bylo nahráno opět ve studiu Hostivař u Zdeňka Šikýře. Machochistaan, další řadové album, nahráli taktéž ve studiu Hostivař. Album vyšlo v dubnu 2009 a obsahuje i předělávku skladby "Coolboye" z předešlé desky Crematory Country od slovenské skupiny Problem.
V roce 2013 vychází další řadová deska El Criplebro, natočena opět ve Studiu Hostivař. Krátce po vydání se ke kapele připojuje druhý kytarista Jindřich "Gigina" Číp,dříve působící např. v kapele Luca Brasi. V roce 2014 vychází singl LIVE AND DIE ON THIS DAY, který obsahuje 3 nové skladby. Na přelomu roku 2017/2018 ze zdravotních důvodů končí Jindřich a nově přichází na pozici druhého kytaristy Patrik " Paťák" Kuthan (ex Luca Brasi). Zároveň vychází deska Atrum Tremorandum, která je prakticky celá,poprvé, s českými texty.
V létě 2020 Paťák skupinu opouští a ta dále pokračuje jen s jedním kytaristou.
Začátkem léta 2023 se ke skupině vrátil druhý kytarista Jindra Číp.
V průběhu jara roku 2024 dochází ke změně na postu baskytaristy. Skupinu opouští po více než 20 letech Petr "Maks" Černý a na jeho místo přichází mladá krev v podobě Davida Vřešťála ml., syna baskytaristy skupiny Cocotte Minute.

## Diskografie
- 2000 Demo 00
- 2000 Way to the Lord
- 2001 Ready to fly
- 2002 510
- 2003 Come Alive
- 2005 Aatra
- 2007 Crematory Country
- 2009 Machochistaan
- 2013 El Criplebro
- 2015 Live and Die On This Day – EP
- 2018 Artrum Tremorandum

## Ceny
- 2002 soutěž Rock made in Gambrinus – 2. místo
- 2004 hitparáda Poprasku (s EP Come Alive)
- 2005 cena Óčko TV – sekce HARD´n´HEAVY
- 2006 hitparáda Superpomeranč (s klipem Dos Murrenos)